# Büste
Büste là một đô thị thuộc huyện Stendal, bang Sachsen-Anhalt, Đức. Đô thị Büste có diện tích 11,89 km², dân số thời điểm ngày 31 tháng 12 năm 2006 là 369 người.